# Adventure (Madeon)
Adventure è il primo album in studio del DJ e produttore discografico francese Madeon, pubblicato il 27 marzo 2015.

## Tracce
1. Isometric (Intro) – 1:20
2. You're On (featuring Kyan) – 3:12
3. OK – 3:01
4. La Lune (featuring Dan Smith) – 3:39
5. Pay No Mind (featuring Passion Pit) – 4:09
6. Beings – 3:35
7. Imperium – 3:18
8. Zephyr – 3:40
9. Nonsense (featuring Mark Foster) – 3:35
10. Innocence (featuring Aquilo) – 3:44
11. Pixel Empire – 4:04
12. Home – 3:45

Tracce bonus nell'edizione deluxe
1. Icarus – 3:34
2. Finale (featuring Nicholas Petricca) – 3:24
3. The City – 3:53
4. Cut the Kid – 3:17
5. Technicolor – 6:25
6. Only Way Out (featuring Vancouver Sleep Clinic) – 3:46